# Hans Koller (Wirtschaftswissenschaftler)
Hans Koller ist ein deutscher Wirtschaftswissenschaftler.

## Leben
Von 1979 bis 1986 studierte er BWL an der Universität München, Schwerpunkte: Industriebetriebslehre (Edmund Heinen), Systemforschung (Friedrich Hanssman), Privatrecht (Michael Lehmann). Von 1986 bis 1988 hatte er ein Drittmittelprojekt bei der Siemens AG, Hauptabteilung „Organisation und Automation“ des Unternehmensbereiches Kommunikationstechnik in Kooperation mit Arnold Picot. Von 1989 bis 1998 war er wissenschaftlicher Mitarbeiter bei Ralf Reichwald am Lehrstuhl für Allgemeine und Industrielle BWL der TU München. Nach der Promotion 1993 zum Dr. oec. mit einer Dissertation über die Standardisierung von Kommunikation Thema: Die Integration von Textverarbeitung und Datenverarbeitung aus betriebswirtschaftlicher Sicht – Eine theoretische und empirische Analyse des Bedarfs und seiner Determinanten vertrat er von 1998 bis 2000 die Professur für Allgemeine Betriebswirtschaftslehre, insbesondere Industriebetriebslehre und Technologiemanagement an der Helmut-Schmidt-Universität. Seit 2000 lehrt er als Professor für Betriebswirtschaftslehre, insbesondere Technologie- und Innovationsmanagement (vormals Industriebetriebslehre und Technologiemanagement).

## Schriften (Auswahl)
- Die Integration von Textverarbeitung und Datenverarbeitung – Analyse des Bedarfs und seiner Determinanten aus betriebswirtschaftlicher Sicht. Wiesbaden 1994, ISBN 3-8244-6117-X.
- als Herausgeber mit Wolfgang Kersten und Hermann Lödding: Industrie 4.0. Wie intelligente Vernetzung und kognitive Systeme unsere Arbeit verändern. Berlin 2014, ISBN 3-95545-083-X.